# Ficus indigofera
Ficus indigofera är en mullbärsväxtart som beskrevs av Rechinger. Ficus indigofera ingår i släktet fikonsläktet, och familjen mullbärsväxter. Inga underarter finns listade i Catalogue of Life.